# 리처드 비그스
리처드 비그스(Richard Biggs, 1960년 3월 18일 ~ 2004년 5월 2일)는 미국의 배우이다.